# Danijel Šturm
Danijel Šturm (Šempeter pri Gorici, 4 de enero de 1999) es un futbolista esloveno que juega en la demarcación de extremo izquierdo para el NK Celje de la Primera Liga de Eslovenia.

## Selección nacional
Hizo su debut con la selección absoluta de Eslovenia el 20 de enero de 2024 contra Estados Unidos en un partido amistoso que finalizó con un resultado de 0-1 a favor del combinado esloveno tras el gol de Nejc Gradišar.

## Clubes
| Club                  | País      | Año       | Partidos | Goles |
| --------------------- | --------- | --------- | -------- | ----- |
| NK Tolmin             | Eslovenia | 2015-2018 | 38       | 21    |
| FC Chiasso            | Suiza     | 2018      | 0        | 0     |
| FC Mendrisio (cedido) | Suiza     | 2018      | 7        | 2     |
| NK Tolmin (cedido)    | Eslovenia | 2019      | 12       | 12    |
| ND Bilje              | Eslovenia | 2019-2021 | 37       | 15    |
| NK Maribor            | Eslovenia | 2021-2023 | 35       | 2     |
| NK Aluminij (cedido)  | Eslovenia | 2023      | 17       | 1     |
| NK Domžale            | Eslovenia | 2023-2025 | 72       | 21    |
| NK Celje              | Eslovenia | 2025-     | 1        | 0     |